# メキシコ湾

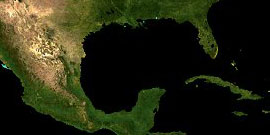
メキシコ湾の衛星画像

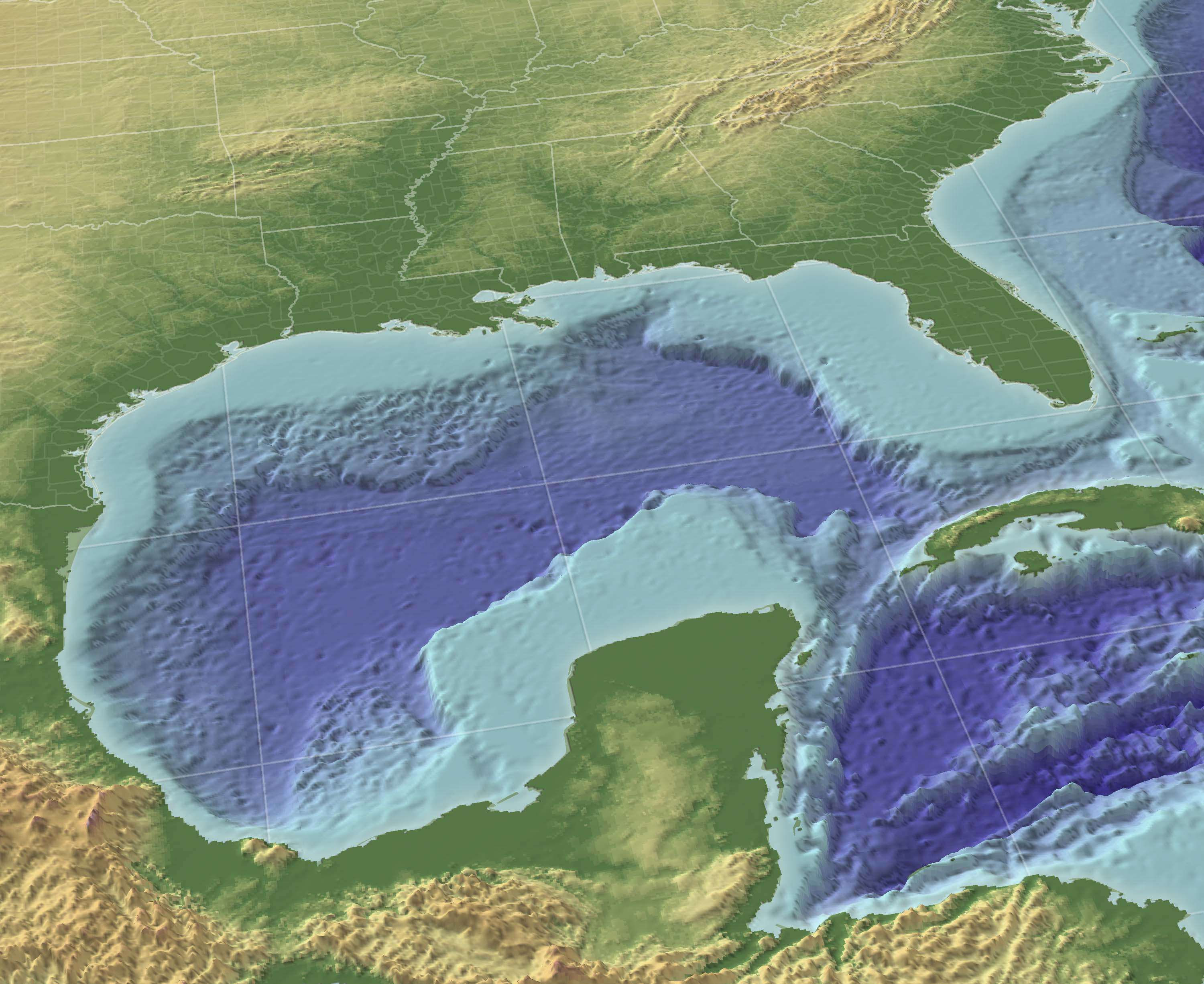
メキシコ湾3D地図

メキシコ湾（、スペイン語: Golfo de México、英語: Gulf of Mexico）は、北アメリカ大陸南東部とメキシコ北東部に挟まれた湾である。広くは大西洋、アメリカ地中海の一部として分類される。後述のとおりアメリカ湾とも呼ばれる。

## 地理
湾の東部、北部、および北西部の海岸線はアメリカ合衆国の湾岸諸州（フロリダ州、アラバマ州、ミシシッピ州、ルイジアナ州、テキサス州）に接し、南西部と南部の海岸線はメキシコ（タマウリパス州、ベラクルス州、タバスコ州、カンペーチェ州、ユカタン州およびキンタナ・ロー州）に接している。また南東部はキューバとの海岸線をもつ。
アメリカとキューバの間にあるフロリダ海峡を経て大西洋に通じており、メキシコとキューバの間にあるユカタン海峡を経てカリブ海へと通じている。支湾として北東部にアパラチー湾、南西部にカンペチェ湾などがある。
メキシコ湾は東西の幅が約1,500 km、総面積は約1,600,000 km2で、南の3分の1は熱帯に入る。最大水深はシグスビー・ディープでの4,384 m。二大海流として黒潮と共に知られるメキシコ湾流はここを起源とし、巨大ハリケーンが頻繁に訪れることでも有名である。

## 形成史
三畳紀後期以前はパンゲア大陸の一部だったが、よく知られていない。三畳紀後期に北米プレートに亀裂が生じ、アフリカプレートと南米プレートから分離していった。この亀裂（リフト）は前～中期ジュラ紀に発達し、大陸の西から海が侵入して、岩塩が堆積した。後期ジュラ紀に今のユカタン半島が北米プレートから分離し、メキシコ湾盆地中央部に海洋地殻が形成された。その後は大きな変動もなく、盆地は沈降し続け、堆積物が溜まっていった。ユカタン半島は中期白亜紀まで地表に露出しており、その後フロリダ半島ともに浅海卓状地として炭酸塩岩と蒸発岩が堆積する場であった。白亜紀末期のララミー造山運動で盆地西部は圧縮変形され、今のメキシコ東部のシエラマドレ山脈が形成された。

## 経済

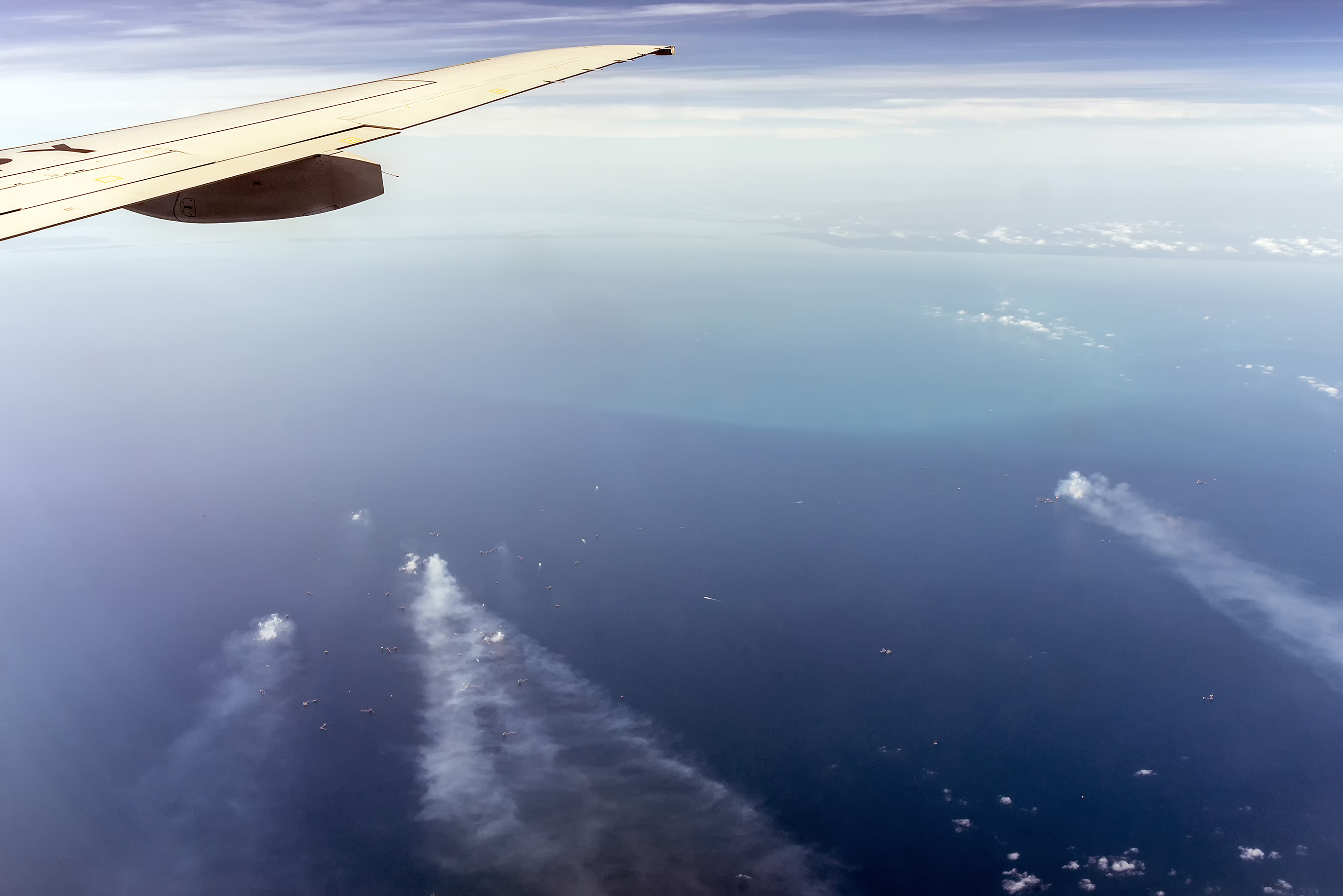
カンタレル油田

広大なメキシコ湾の大陸棚では1950年代から海底油田の開発が本格化、メキシコ湾岸油田として石油の一大産出地となった。現在、アメリカの排他的経済水域内では碁盤の目のように数千もの鉱区が設定されており、深海底での探査、掘削も行われている。メキシコのカンペチェ湾も主要産油地で、メキシコ国営石油ペメックスは生産にかげりが出てきた浅海から未開発の深海へ注力し始めている。
漁業も主要産業で、エビやカニ、カキの養殖のほか魚類の種類が豊富。ほかに造船、石油化学、石油貯蔵、軍需、製紙、観光が重要な産業である。

## アメリカ湾への改名問題
アメリカ合衆国では、第二次トランプ政権発足当日の2025年1月20日、共和党のドナルド・トランプ大統領がメキシコ湾を「アメリカ湾」（アメリカわん、英: Gulf of America、西: Golfo de América）に改称する大統領令に署名した。
これ以前にも同国内では21世紀に入ってから「アメリカ湾」への改称が何度か提案されていた。
2010年メキシコ湾原油流出事故発生後、コメディアンのスティーヴン・コルベアは浄化費用を支援するためアメリカ湾基金（Gulf of America fund）を設立した。後年コルベアは「もはやメキシコ湾と呼ぶことはできない」「我々（アメリカ）がメキシコ湾を破壊し、購入した」と語っている。なお当時のコルベアはコメディ・セントラルの風刺番組の司会者で、また保守派を定期的に嘲笑の対象としている。
2012年、民主党所属のスティーブ・ホランドミシシッピ州下院議員は、メキシコ湾をアメリカ湾へ名称変更する法案を提出した。後にホランドはミシシッピ公共放送のインタビューで理由を尋ねられ、「多くの共和党議員がメキシコ（人）の追放を主張していたため、自身もこの主張を「取り入れ」、手助けしようとした」と皮肉交じりに説明している。
2025年1月7日、2度目の大統領就任を半月後に控えていたドナルド・トランプは記者会見でメキシコ湾をアメリカ湾に名称変更すると主張した。トランプ支持者のマージョリー・テイラー・グリーン下院議員はトランプの発表後すぐに「アメリカ湾に名称変更する法案を速やかに提出する」と発表した。またバリー・ムーア下院議員、トミー・タバービル上院議員、グレッグ・ステューブフロリダ州下院議員など、ほかの共和党議員も続々と賛同の声を挙げた。8日、メキシコのクラウディア・シェインバウム大統領は「メキシコ湾という名称は国際的に認められている」と述べ、トランプの主張を批判した。しかしトランプは意に介さず、20日の就任後に名称を変更する大統領令に署名する方針と報じられた。
1月20日、フロリダ州のロン・デサンティス州知事（共和党所属）は大統領令に先行して「アメリカ湾」の表現を州の行政命令に用いた。同日、トランプは名称を変更する大統領令に署名し、連邦政府レベルで正式にアメリカ湾の名称を使用することとなった。1月27日、Googleはアメリカの地名情報システムが変更され次第、地図アプリGoogleマップ内の表記を変更する方針を明らかにした。アメリカ国内のユーザーは「アメリカ湾」、メキシコ国内のユーザーは「メキシコ湾」、それ以外の国では両方が併記される予定である。1月30日、シェインバウムはGoogleにあてた書簡で同社の決定を非難した。2月10日、地図情報システムの名称変更が行われた。それに合わせてGoogleマップ内の表記も変更され、日本では「メキシコ湾（アメリカ湾）」と表記されるようになった。